# Misticismo cristão

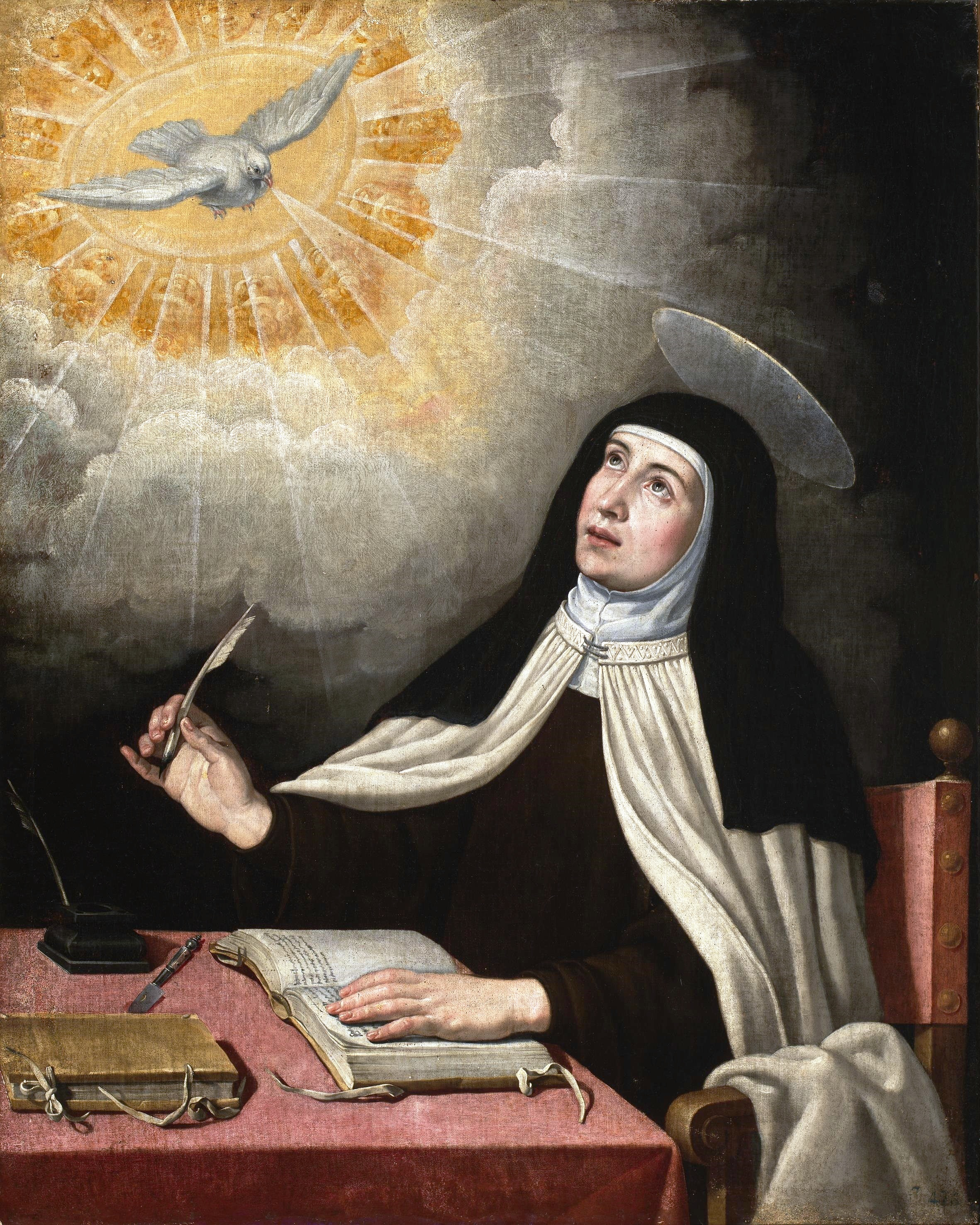
Teresa de Ávila, uma mística cristã, pregava que a Oração contemplativa era um modo de alcançar o conhecimento de Deus.

Cristianismo místico é a vertente mística do cristianismo que ensina verdades espirituais inacessíveis por meio do intelecto apenas. Essas verdades são aprendidas por varias técnicas como a oração contemplativa, oração da união, a lectio divina, oração de quietude e a oração de Jesus.

## Fundamentos bíblicos
A Bíblia apresenta várias passagens que se relacionam com o Misticismo e seu objetivo máximo: O Encontro com Deus e consequentemente consigo mesmo, mas através do sacrifício de Jesus Cristo.
No Evangelho de São Mateus, Jesus Cristo nos chama a ser perfeito como Deus é Perfeito (Cap. 5, versículo 48). Tanto no Novo Testamento (Evangelhos, cartas Paulinas e Apocalipse) quanto no Antigo Testamento (sobretudo nos cinco primeiros livros que formam a Torah judaica) se encontram comandos, ensinamentos e chaves para a ascensão mística de imenso valor. Cabe a cada pessoa que deseja seguir esse caminho estudar a Bíblia e encontrar nela as chaves e os passos para o encontro místico.

## Cristãos místicos

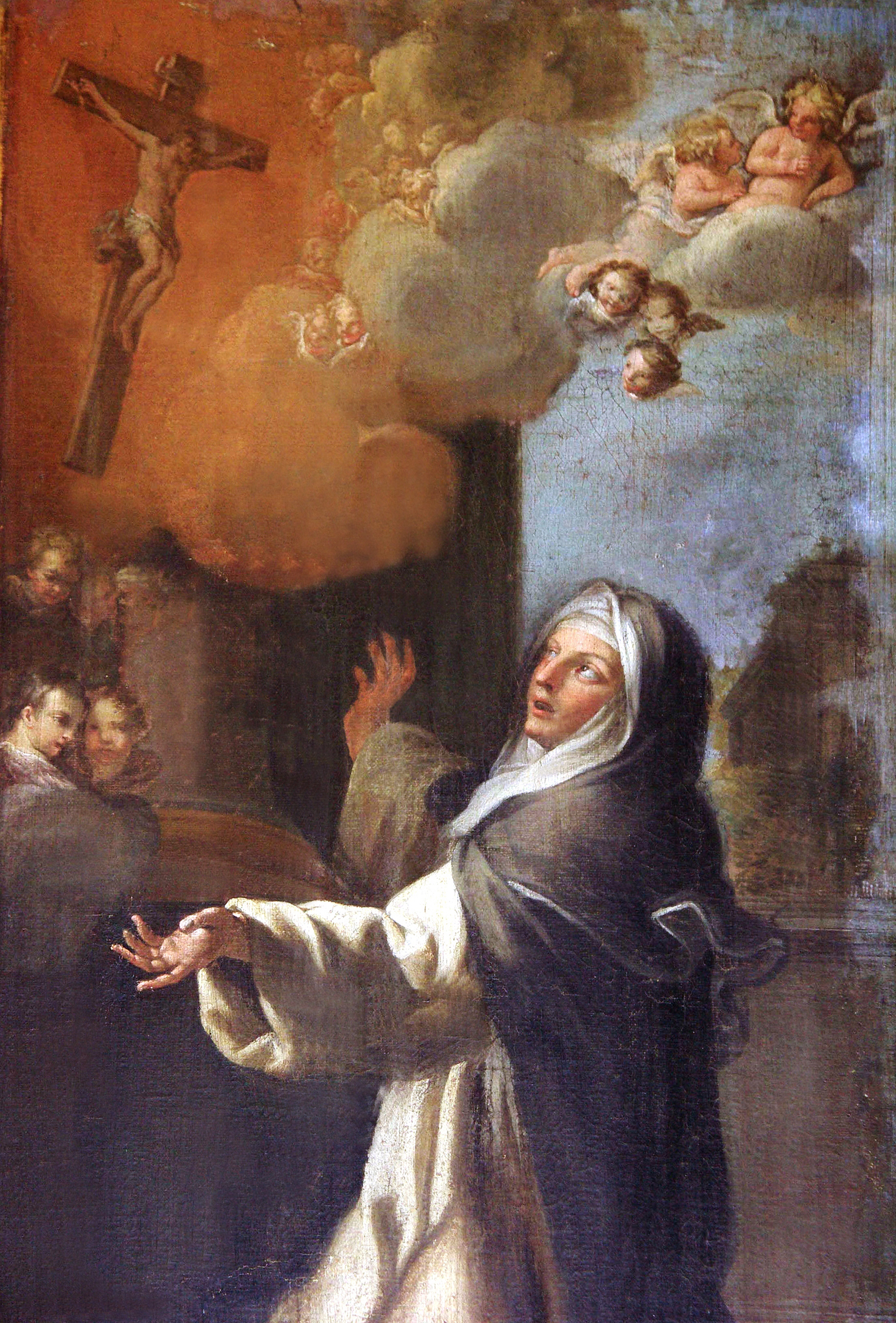
Êxtase de Santa Catarina de Siena, Sé de Aveiro

Alguns exemplos de cristãos místicos:
- São João Evangelista (?—101)
- São Clemente de Alexandria (?—216)
- Santo Agostinho (354—430)
- São Gregório Magno (590—604)
- Santo Anselmo (1033—1109)
- Beato Hugo de São Vítor (1096—1141)
- Santa Hildegarda (1098—1179)
- São Francisco de Assis (1181—1226)
- Santo António de Lisboa (1195—1231)
- Mestre Eckhart (c.1260—1327/8)
- São Gregório Palamas (1296—1359)
- Santa Brígida da Suécia (1302—1373)
- Juliana de Norwich (1342—c.1416)
- Santa Catarina de Siena (1347—1380)
- Margery Kempe (c.1373—1438)
- Santa Rita de Cássia (1381—1457)
- Santa Joana d'Arc (1412—1431)
- Beato Amadeu da Silva (1420—1482)
- São João de Ávila (1499—1569)
- São Pedro de Alcântara (1499—1562)
- Santa Teresa de Ávila (1515—1582)
- São João da Cruz (1542—1591)
- Beata Ana de Jesús (1545—1621)
- Santa Maria Madalena de Pazzi (1566—1607)
- Jakob Boehme (1575—1624)
- Maria de Jesus de Ágreda (1602—1665)
- São José de Cupertino (1603—1663)
- Maria do Lado (1605—1632)
- Mariana da Purificação (1623—1695)
- Angelus Silesius (1624—1677)
- George Fox (1624—1691)
- Maria Crocifissa della Concezione (1645—1699)
- Santa Margarida Maria de Alacoque (1647—1690)
- Santa Verônica Giuliani (1660—1727)
- Maria Anna Lindmayr (1657—1726)
- Vitória da Encarnação (1665—1715)
- Maria Perpétua da Luz (1684—1736)
- Emanuel Swedenborg (1688—1772)
- William Blake (1757—1827)
- Beata Anna Catarina Emmerich (1774—1824)
- Jakob Lorber (1800—1864)
- Ana de Jesus Maria José de Magalhães (1811—1875)
- Malinda Cramer (1844—1906)
- Emma Curtis Hopkins (1849—1925)
- Virgínia Brites da Paixão (1860—1929)
- Beata Maria do Divino Coração (1863—1899)
- Max Heindel (1865—1919)
- Santa Gemma Galgani (1878—1903)
- São Pio de Pietrelcina (1887—1968)
- Beata Maria Pierina de Micheli (1890—1945)
- Maria Valtorta (1897—1961)
- Teresa Neumann (1898—1962)
- Amália de Jesus Flagelado (1901—1977)
- Consolata Betrone (1903—1943)
- Beata Alexandrina de Balazar (1904—1955)
- Maria Estrela Divina (1904—1961)
- Santa Faustina Kowalska (1905—1938)
- Maria Lúcia de Jesus e do Coração Imaculado (1907—2005)
- Eugénia Ravasio (1907—1990)
- Carmela Carabelli (1910—1978)
- Maria Simma (1915—2004)
- Thomas Merton (1915—1968)
- Maria Esperanza de Bianchini (1928—2004)
- Vassula Ryden (1942—2024)
- Anneliese Michel (1952—1976)